# Priscilla Hon
Priscilla Hon (* 10. Mai 1998 in Brisbane) ist eine australische Tennisspielerin.

## Karriere
Hon, die im Alter von sechs Jahren mit dem Tennissport begann, bevorzugt dabei Sandplätze.
Sie trat 2015 sowohl im Einzel als auch im Doppel im Juniorinnenwettbewerb der Australian Open an. Im Einzelwettbewerb überstand sie die erste Runde nicht, im Doppel hingegen konnte sie mit ihrer Schweizer Partnerin Jil Teichmann bis ins Achtelfinale vorrücken, wo die Paarung dann aber gegen Emily Arbuthnott und Emilie Francati verloren.
Für die Australian Open 2015 erhielt sie auch eine Wildcard für das Hauptfeld im Doppel; an der Seite von Kimberly Birrell scheiterte sie in der ersten Runde. Auch in der Qualifikation für das Einzel kam sie nicht über die erste Runde hinaus.
Im März 2015 gewann sie ihr erstes Turnier auf dem ITF Women’s Circuit. Sie sicherte sich beim $15.000-Turnier in Mornington (Australien) den Titel im Einzel und auch im Doppel. Bislang erreichte Hon 13 Einzel- und 13 Doppeltitel.
Im Jahr 2019 spielte Hon erstmals für die australische Billie-Jean-King-Cup-Mannschaft; ihre Billie-Jean-King-Cup-Bilanz weist bislang einen Sieg bei keiner Niederlage aus.

## Turniersiege

### Einzel
| Nr. | Datum              | Turnier                  | Kategorie   | Belag             | Finalgegnerin       | Ergebnis       |
| --- | ------------------ | ------------------------ | ----------- | ----------------- | ------------------- | -------------- |
| 1.  | 29. März 2015      | Mornington               | ITF $15.000 | Sand              | Sandra Zaniewska    | 5:7, 6:3, 7:64 |
| 2.  | 25. Oktober 2015   | Brisbane                 | ITF $25.000 | Hartplatz         | Kimberly Birrell    | 6:4, 6:3       |
| 3.  | 8. Mai 2016        | Santa Margherita di Pula | ITF $10.000 | Sand              | Jessica Crivelletto | 6:2, 6:2       |
| 4.  | 28. Oktober 2018   | Bendigo                  | ITF $60.000 | Hartplatz         | Ellen Perez         | 6:4, 4:6, 7:5  |
| 5.  | 29. Mai 2022       | Netanja                  | ITF W25     | Hartplatz         | Yanina Wickmayer    | 6:1, 6:3       |
| 6.  | 30. Juli 2022      | Nottingham               | ITF W25     | Hartplatz         | Maia Lumsden        | 6:3, 3:6, 6:3  |
| 7.  | 9. Oktober 2022    | Cairns                   | ITF W25     | Hartplatz         | Kimberly Birrell    | 4:6, 7:66, 6:4 |
| 8.  | 19. März 2023      | Canberra                 | ITF W60     | Sand              | Olivia Gadecki      | 4:6, 6:2, 6:4  |
| 9.  | 17. September 2023 | Perth                    | ITF W25     | Hartplatz         | Talia Gibson        | 6:1, 3:6, 6:3  |
| 10. | 4. Februar 2024    | Burnie                   | ITF W75     | Hartplatz         | Sara Saito          | 6:3, 6:0       |
| 11. | 25. November 2024  | Caloundra                | ITF W50     | Hartplatz         | Himeno Sakatsume    | 6:4, 7:5       |
| 12. | 2. Februar 2025    | Brisbane                 | ITF W75     | Hartplatz         | Leonie Küng         | 6:4, 4:6, 6:2  |
| 13. | 16. März 2025      | Târgu Mureș              | ITF W75     | Hartplatz (Halle) | Arianne Hartono     | 6:3, 6:4       |

### Doppel
| Nr. | Datum             | Turnier    | Kategorie     | Belag     | Partnerin               | Finalgegnerinnen                      | Ergebnis          |
| --- | ----------------- | ---------- | ------------- | --------- | ----------------------- | ------------------------------------- | ----------------- |
| 1.  | 28. März 2015     | Mornington | ITF $15.000   | Sand      | Tammi Patterson         | Mana Ayukawa Ayaka Okuno              | 6:4, 7:64         |
| 2.  | 3. April 2015     | Melbourne  | ITF $15.000   | Sand      | Tammi Patterson         | Agata Barańska Sandra Zaniewska       | 2:6, 6:4, [12:10] |
| 3.  | 8. Mai 2015       | Pula       | ITF $10.000   | Sand      | Aliona Bolsova Zadoinov | Cristina Bucsa Eva Guerrero Álvarez   | 6:0, 6:3          |
| 4.  | 22. August 2015   | Leipzig    | ITF $15.000   | Sand      | Jil Teichmann           | Pia König Conny Perrin                | 6:1, 6:4          |
| 5.  | 25. März 2017     | Mornington | ITF $25.000   | Sand      | Fanni Stollár           | Jessica Moore Varatchaya Wongteanchai | 6:1, 7:5          |
| 6.  | 2. Juni 2017      | Grado      | ITF $25.000   | Sand      | Julia Glushko           | Tereza Mrdeža Conny Perrin            | 7:5, 6:2          |
| 7.  | 10. Juni 2017     | Brescia    | ITF $60.000   | Sand      | Julia Glushko           | Montserrat González Ilona Kremen      | 2:6, 7:64, [10:8] |
| 8.  | 25. Juni 2017     | Warschau   | ITF $25.000+H | Sand      | Wera Lapko              | Katarzyna Kawa Katarzyna Piter        | 7:63, 6:4         |
| 9.  | 5. August 2017    | Lexington  | ITF $60.000   | Hartplatz | Wera Lapko              | Hiroko Kuwata Walerija Sawinych       | 6:3, 6:4          |
| 10. | 24. März 2018     | Canberra   | ITF $60.000   | Sand      | Dalila Jakupović        | Miyu Katō Makoto Ninomiya             | 6:4, 4:6, [10:7]  |
| 11. | 8. April 2023     | Kashiwa    | ITF W25       | Hartplatz | Arianne Hartono         | Saki Imamura Naho Satō                | 6:4, 3:6,[10:7]   |
| 12. | 28. Oktober 2023  | Playford   | ITF W60       | Hartplatz | Talia Gibson            | Kaylah McPhee Astra Sharma            | 6:1, 6:2          |
| 13. | 25. November 2023 | Brisbane   | ITF W60       | Hartplatz | Talia Gibson            | Destanee Aiava Maddison Inglis        | 4:6, 7:5, [10:5]  |

## Abschneiden bei Grand-Slam-Turnieren

### Einzel
| Turnier         | 2013 | 2014 | 2015 | 2016 | 2017 | 2018 | 2019 | 2020 | 2021 | 2022 | 2023 | 2024 | 2025 | Karriere |
| --------------- | ---- | ---- | ---- | ---- | ---- | ---- | ---- | ---- | ---- | ---- | ---- | ---- | ---- | -------- |
| Australian Open | Q1   | Q1   | Q1   | 1    | —    | Q3   | 1    | 2    | —    | 1    | Q2   | Q3   | Q2   | 2        |
| French Open     | —    | —    | —    | —    | —    | Q1   | 2    | —    | Q1   | Q2   | Q1   | Q2   | Q1   | 2        |
| Wimbledon       | —    | —    | —    | —    | —    | Q2   | Q2   |      | Q3   | Q3   | Q2   | Q1   | 1    | 1        |
| US Open         | —    | —    | —    | —    | —    | Q1   | 1    | —    | —    | Q2   | Q2   | 1    |      | 1        |

Zeichenerklärung: S = Turniersieg; F, HF, VF, AF = Einzug ins Finale / Halbfinale / Viertelfinale / Achtelfinale; 1, 2, 3 = Ausscheiden in der 1. / 2. / 3. Hauptrunde; Q1, Q2, Q3 = Ausscheiden in der 1. / 2. / 3. Qualifikationsrunde; nicht ausgetragen

### Doppel
| Turnier         | 2015 | 2016 | 2017 | 2018 | 2019 | 2020 | 2021 | 2022 | 2023 | 2024 | 2025 | Karriere |
| --------------- | ---- | ---- | ---- | ---- | ---- | ---- | ---- | ---- | ---- | ---- | ---- | -------- |
| Australian Open | 1    | 1    | 1    | 1    | 1    | 1    | —    | 2    | 2    | 1    | 1    | 2        |
| French Open     | —    | —    | —    | —    | —    | —    | —    | —    | —    | —    | —    | —        |
| Wimbledon       | —    | —    | —    | Q1   | —    |      | —    | —    | —    | —    | —    | —        |
| US Open         | —    | —    | —    | —    | —    | —    | —    | —    | —    | —    |      | —        |

### Mixed
| Turnier         | 2018 | 2019 | 2020 | 2021 | 2022 | 2023 | 2024 | 2025 | Karriere |
| --------------- | ---- | ---- | ---- | ---- | ---- | ---- | ---- | ---- | -------- |
| Australian Open | 1    | 1    | —    | —    | —    | —    | 1    | AF   | AF       |
| French Open     | —    | —    |      | —    | —    | —    | —    | —    | —        |
| Wimbledon       | —    | —    |      | —    | —    | —    | —    | —    | —        |
| US Open         | —    | —    |      | —    | —    | —    | —    |      | —        |